# Siarhei Laurenau
Siarhei Laurenau –en bielorruso, Сяргей Лаўрэнаў; en ruso, Сергей Лавренов, Serguei Lavrenov– (Vitebsk, 1 de febrero de 1972) es un deportista bielorruso que compitió en halterofilia.
Participó en dos Juegos Olímpicos de Verano, obteniendo una medalla de bronce en Sídney 2000, en la categoría de 69 kg, y el sexto lugar en Atenas 2004. Ganó cuatro medallas en el Campeonato Europeo de Halterofilia entre los años 1992 y 2004.

## Palmarés internacional
| Juegos Olímpicos   | Juegos Olímpicos    | Juegos Olímpicos  | Juegos Olímpicos |
| Año                | Lugar               | Medalla           | Categoría        |
| ------------------ | ------------------- | ----------------- | ---------------- |
| 2000               | Sídney (Australia)  | Medalla de bronce | 69 kg            |
| Campeonato Europeo |                     |                   |                  |
| Año                | Lugar               | Medalla           | Categoría        |
| 1992               | Szekszárd (Hungría) | Medalla de bronce | 60 kg            |
| 1998               | Riesa (Alemania)    | Medalla de bronce | 69 kg            |
| 2000               | Sofía (Bulgaria)    | Medalla de oro    | 69 kg            |
| 2004               | Kiev (Ucrania)      | Medalla de bronce | 69 kg            |